# Várnagy (tisztség)

## Várnagy (maior castri)
A várnagy szó első említése a Váradi regestrumból ismert, 1213-ból. A várnagyi tisztség további említései latinul ismertek, amit tükörfordításban maior castrinak írtak. Jelentése szerint a 13. századi ispáni vár nagya, mégpedig a nagy szó ’legfőbb, vezető, parancsnok’ értelemében. A tisztség nem azonos a várak és ispánságaik élén álló várispánokkal, akiket latinul comesnek, magyarul pedig ispánnak, majd a 13. század végétől porkolábnak (castellanus) írtak. Vélhetően a szorosan vett vár mint épület élén őket helyettesítő tisztség lehetett, hasonlóan a későbbi viceporkoláb (vicecastellanus) tisztéhez. Utoljára a 14. századból ismert földrajzi névként, míg a szó köznyelvi használata a várszervezet átalakulásával eltűnt a magyar nyelvből.

## Várnagy (modern változat)
A mai történetírásban használatos várnagy kifejezést az Árpád-kori előzmények ismerete nélkül Kultsár István alkotta meg a 19. század elején. A neves nyelvújító a régi hadnagy szó vezető értelmű nagy szótagjából több más új szóösszetételt is alkotott, így neki köszönhetjük a várnagy mellett például a násznagy szót is.
A középkori várak élén álló személyeket saját korukban latinul comesnek és castellanusnak, magyarul porkolábnak, németül pedig burggrafnak írták és mondták. A 16. századtól jellemzően a várak parancsnoki szerepét a prefektusok vették át, amely tisztség a porkolábi jogköröket is magába foglalta, de mellettük továbbra is megmaradtak a porkolábok. A várnagy tisztségét gyakran tévesen a kapitányéval (fő-hadnagy) azonosítják, akik a várak mellé települő mezei hadak parancsnokai voltak, és a várakhoz csak akkor volt közük, ha a kapitányság mellé a prefektusságot (porkoláb + udvarbíró) is megkapták. A 16. században ez azonban csak néhány esetben igazolt, jellemzően királyi várak esetében. A várak döntő többsége mellett mezei had sosem állomásozott, így az adott helyen kapitányok sem voltak.